# اگیرتووو
اگیرتووو (به لهستانی:  Egiertowo) یک روستا در لهستان است که در گمینا سومونگنو واقع شده‌است. اگیرتووو ۶۰۰ نفر جمعیت دارد.